# Roger Federer jako reprezentant Švýcarska

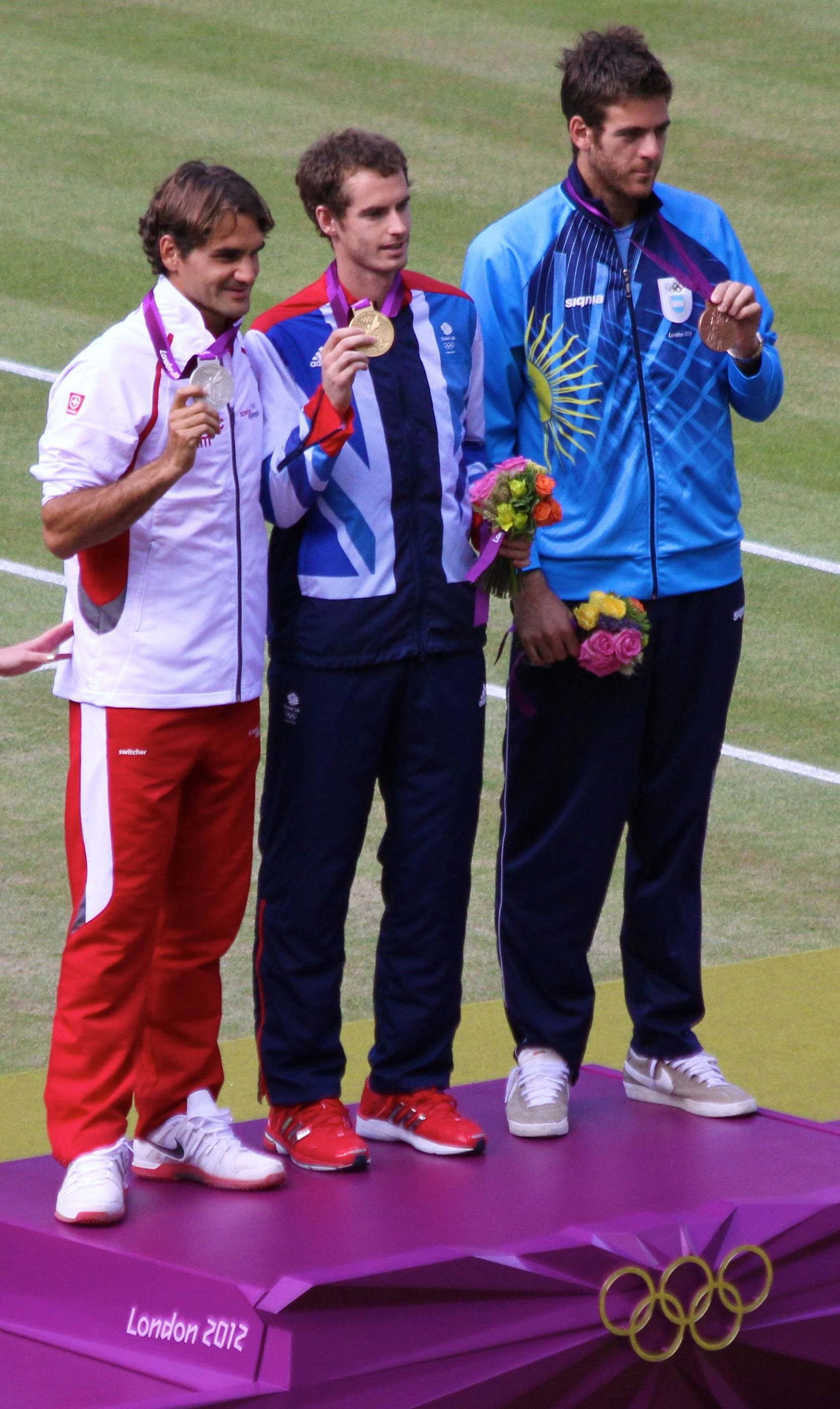
Medailisté mužské dvouhry Londýnské olympiády 2012, zleva: Federer (stříbro) • Murray (zlato) • del Potro (bronz)

Roger Federer jako reprezentant Švýcarska nastoupil  během své kariéry do několika soutěží. Odehrál je v roli tenisového zástupce  země helvetského kříže. V juniorské kategorii 18letých se zúčastnil Mistrovství Evropy 1998 ve švýcarském Klotenu, kde došel do semifinále dvouhry. 
V daviscupovém týmu debutoval v dubnu 1999 neuchâtelským 1. kolem Světové skupiny soutěže, v němž dopomohl jedním bodem k postupu přes Itálii. Jako jednička družstva dovedl Švýcary v roce 2003 do semifinále Světové skupiny. V aréně Roda Lavera však skončili na raketách Australanů těsným poměrem 2:3 na zápasy. V následujících sezónách dominoval světovému tenisu a soustředil se více na individuální kariéru. Pravidelně vynechával 1. kola a týmu pomáhal zejména v barážích o udržení. V sezóně 2014, kdy spoluhráč Stanislas Wawrinka poprvé pronikl na 3. místo žebříčku ATP, plnil v prvních dvou kolech roli týmové dvojky. Oba dva hráči elitní světové pětky potvrdili roli favoritů, když ve finále Světové skupiny 2014 zajistili vítězství nad Francií 3:1 na zápasy. Reprezentanti země „helvetského kříže“ tak poprvé v historii zvedli nad hlavu „salátovou mísu“ pro vítěze Davisova poháru.
V rané fázi profesionální kariéry se jako člen švýcarského družstva dvakrát zúčastnil Hopmanova poháru, oficiálního mistrovství smíšených družstev ITF. Poprvé, v roce 2001, spolu s Martinou Hingisovou tento turnaj vyhráli. Do západoaustralského Perthu pak následujícího roku 2002 přijížděl titul obhajovat po boku Miroslavy Vavrinecové, s níž navázal partnerský vztah na konci Letní olympiády v Sydney. Po dvou porážkách v základní fázi Švýcaři obsadili třetí místo skupiny A. S Belindou Bencicovou, třetí spoluhráčkou slovenského původu, odehrál Hopman Cup 2017, na kterém obsadili druhou příčku základní skupiny. Následující sezónu se do Perthu dvojice vrátila na jubilejní XXX. ročník, který bez porážky vyhráli a Federer si z Hopmanova poháru odvezl druhou trofej.
Zemi helvetského kříže opakovaně reprezentoval na letních olympijských hrách. Poprvé roku 2000 na sydneyské XXVII. olympiádě. V mužské dvouhře se na ní probojoval do utkání o bronz, v němž nestačil na Francouze Arnauda Di Pasquala. O osm let později se na pekingském turnaji stal olympijským vítězem v mužské čtyřhře, když vítězný pár vytvořil se Stanislasem Wawrinkou. Na trávě londýnského All England Clubu si v soutěži dvouhry olympijského turnaje 2012 zahrál o zlatou medaili. V utkání jej však zdolal Brit Andy Murray.  V letech 2004 a 2008 vedl švýcarskou olympijskou výpravu jako vlajkonoš při zahajovacím ceremoniálu. 

## Davis Cup

### Přehled
| Celkem  |         |        |       |       |         |      |       |
|         | celkem  | antuka | tvrdý | tráva | koberec | hala | venku |
| výhry   | 52      | 16     | 23    | 2     | 11      | 40   | 12    |
| prohry  | 18      | 7      | 5     | 1     | 5       | 12   | 6     |
| Dvouhra |         |        |       |       |         |      |       |
|         | dvouhra | antuka | tvrdý | tráva | koberec | hala | venku |
| výhry   | 40      | 12     | 18    | 2     | 8       | 30   | 10    |
| prohry  | 8       | 4      | 1     | 0     | 3       | 5    | 3     |
| Čtyřhra |         |        |       |       |         |      |       |
|         | čtyřhra | antuka | tvrdý | tráva | koberec | hala | venku |
| výhry   | 12      | 4      | 5     | 0     | 3       | 10   | 2     |
| prohry  | 10      | 3      | 4     | 1     | 2       | 7    | 3     |

| Všechna utkání dle úrovně         |
| --------------------------------- |
| Světová skupina (28–14)           |
| Baráž Světové skupiny (22–4)      |
| 1. skupina euroafrické zóny (2–0) |
| 2. skupina euroafrické zóny (0–0) |
| 3. skupina euroafrické zóny (0)   |
| 4. skupina euroafrické zóny (0)   |

### Utkání
| Stav   | č.          | utkání      | typ                   | spoluhráč | tým soupeře | soupeř/i | výsledek |
| ------ | ----------- | ----------- | --------------------- | --- | --- | --- | --- |
|        | SUI–ITA 3–2 | SUI–ITA 3–2 | SUI–ITA 3–2           | 2.–4. dubna 1999; Patinoires du Littoral, Neuchâtel, Švýcarsko; 1. kolo Světové skupiny; koberec (hala)              | 2.–4. dubna 1999; Patinoires du Littoral, Neuchâtel, Švýcarsko; 1. kolo Světové skupiny; koberec (hala)              | 2.–4. dubna 1999; Patinoires du Littoral, Neuchâtel, Švýcarsko; 1. kolo Světové skupiny; koberec (hala)              | 2.–4. dubna 1999; Patinoires du Littoral, Neuchâtel, Švýcarsko; 1. kolo Světové skupiny; koberec (hala)              |
| Výhra  | 1.          | II.         | dvouhra               | dvouhra | Itálie | Davide Sanguinetti                                                                                                   | 6–4, 6–7(3–7), 6–3, 6–4                                                                                              |
| Prohra | 2.          | V.          | dvouhra               | dvouhra | Itálie | Gianluca Pozzi | 4–6, 6–7(4–7) |
|        | BEL–SUI 3–2 | BEL–SUI 3–2 | BEL–SUI 3–2           | 16.–18. července 1999; Primrose T.C., Brusel, Belgie; čtvrtfinále Světové skupiny; antuka                            | 16.–18. července 1999; Primrose T.C., Brusel, Belgie; čtvrtfinále Světové skupiny; antuka                            | 16.–18. července 1999; Primrose T.C., Brusel, Belgie; čtvrtfinále Světové skupiny; antuka                            | 16.–18. července 1999; Primrose T.C., Brusel, Belgie; čtvrtfinále Světové skupiny; antuka                            |
| Prohra | 3.          | II.         | dvouhra               | dvouhra | Belgie | Christophe van Garsse                                                                                                | 6–7(4–7), 6–3, 6–1, 5–7, 1–6                                                                                         |
| Prohra | 4.          | IV.         | dvouhra               | dvouhra | Belgie | Xavier Malisse | 6–4, 3–6, 5–7, 6–7(5–7)                                                                                              |
|        | SUI–AUS 2–3 | SUI–AUS 2–3 | SUI–AUS 2–3           | 4.–6. února; Saal Sports Hall, Curych, Švýcarsko; 1. kolo Světové skupiny; koberec (hala)                            | 4.–6. února; Saal Sports Hall, Curych, Švýcarsko; 1. kolo Světové skupiny; koberec (hala)                            | 4.–6. února; Saal Sports Hall, Curych, Švýcarsko; 1. kolo Světové skupiny; koberec (hala)                            | 4.–6. února; Saal Sports Hall, Curych, Švýcarsko; 1. kolo Světové skupiny; koberec (hala)                            |
| Výhra  | 5.          | II.         | dvouhra               | dvouhra | Austrálie | Mark Philippoussis                                                                                                   | 6–4, 7–6(7–3), 4–6, 6–4                                                                                              |
| Výhra  | 6.          | III.        | čtyřhra               | Lorenzo Manta | Austrálie | Wayne Arthurs / Sandon Stolle                                                                                        | 3–6, 6–3, 6–4, 7–6(7–4)                                                                                              |
| Prohra | 7.          | V.          | dvouhra               | dvouhra | Austrálie | Lleyton Hewitt | 2–6, 6–3, 6–7(2–7), 1–6                                                                                              |
|        | SUI–BLR 5–0 | SUI–BLR 5–0 | SUI–BLR 5–0           | 21.–23. července 2000; Kreuzbleiche S. Hall, St. Gallen, Švýcarsko; baráž o Světovou skupinu; koberec                | 21.–23. července 2000; Kreuzbleiche S. Hall, St. Gallen, Švýcarsko; baráž o Světovou skupinu; koberec                | 21.–23. července 2000; Kreuzbleiche S. Hall, St. Gallen, Švýcarsko; baráž o Světovou skupinu; koberec                | 21.–23. července 2000; Kreuzbleiche S. Hall, St. Gallen, Švýcarsko; baráž o Světovou skupinu; koberec                |
| Výhra  | 8.          | II.         | dvouhra               | dvouhra | Bělorusko | Vladimir Volčkov | 4–6, 7–5, 7–6(7–1), 5–7, 6–2                                                                                         |
| Výhra  | 9.          | III.        | čtyřhra               | Lorenzo Manta | Bělorusko | Max Mirnyj / Vladimir Volčkov                                                                                        | 2–6, 7–6(7–5), 7–5, 7–6(7–4)                                                                                         |
|        | SUI–USA 3–2 | SUI–USA 3–2 | SUI–USA 3–2           | 9.–11. února 2001; St. Jakobshalle, Basilej, Švýcarsko; 1. kolo Světové skupiny; tvrdý (hala)                        | 9.–11. února 2001; St. Jakobshalle, Basilej, Švýcarsko; 1. kolo Světové skupiny; tvrdý (hala)                        | 9.–11. února 2001; St. Jakobshalle, Basilej, Švýcarsko; 1. kolo Světové skupiny; tvrdý (hala)                        | 9.–11. února 2001; St. Jakobshalle, Basilej, Švýcarsko; 1. kolo Světové skupiny; tvrdý (hala)                        |
| Výhra  | 10.         | I.          | dvouhra               | dvouhra | Spojené státy | Todd Martin) | 6–4, 7–6(7–3), 4–6, 6–1                                                                                              |
| Výhra  | 11.         | III         | čtyřhra               | Lorenzo Manta | Spojené státy | Jan-Michael Gambill / Justin Gimelstob                                                                               | 6–4, 6–2, 7–5 |
| Výhra  | 12.         | IV.         | dvouhra               | dvouhra | Spojené státy | Jan-Michael Gambill                                                                                                  | 7–5, 6–2, 4–6, 6–2                                                                                                   |
|        | SUI–FRA 2–3 | SUI–FRA 2–3 | SUI–FRA 2–3           | 6.–8. dubna 2001; Patinoires du Littoral, Neuchâtel, Švýcarsko; čtvrtfinále Světové skupiny; koberec (hala)          | 6.–8. dubna 2001; Patinoires du Littoral, Neuchâtel, Švýcarsko; čtvrtfinále Světové skupiny; koberec (hala)          | 6.–8. dubna 2001; Patinoires du Littoral, Neuchâtel, Švýcarsko; čtvrtfinále Světové skupiny; koberec (hala)          | 6.–8. dubna 2001; Patinoires du Littoral, Neuchâtel, Švýcarsko; čtvrtfinále Světové skupiny; koberec (hala)          |
| Prohra | 13.         | II.         | dvouhra               | dvouhra | Francie | Nicolas Escudé | 4–6, 7–6(7–1), 3–6, 4–6                                                                                              |
| Výhra  | 14.         | III.        | čtyřhra               | Lorenzo Manta | Francie | Cedric Pioline / Fabrice Santoro                                                                                     | 5–7, 6–3, 7–6(7–4) 6–7(3–7), 9–7                                                                                     |
| Výhra  | 15.         | IV.         | dvouhra               | dvouhra | Francie | Arnaud Clément | 6–4, 3–6, 7–6(7–5) 6–4                                                                                               |
|        | RUS–SUI 3–2 | RUS–SUI 3–2 | RUS–SUI 3–2           | 8.–10. února 2002; Olympijský stadion, Moskva, Rusko, 1. kolo Světové skupiny; antuka (hala)                         | 8.–10. února 2002; Olympijský stadion, Moskva, Rusko, 1. kolo Světové skupiny; antuka (hala)                         | 8.–10. února 2002; Olympijský stadion, Moskva, Rusko, 1. kolo Světové skupiny; antuka (hala)                         | 8.–10. února 2002; Olympijský stadion, Moskva, Rusko, 1. kolo Světové skupiny; antuka (hala)                         |
| Výhra  | 16.         | I.          | dvouhra               | dvouhra | Rusko | Marat Safin | 7–5, 6–1, 6–2 |
| Prohra | 17.         | III.        | čtyřhra               | Marc Rosset | Rusko | Jevgenij Kafelnikov / Marat Safin                                                                                    | 2–6, 6–7(6–8), 7–6(7–0) 2–6                                                                                          |
| Výhra  | 18.         | IV.         | dvouhra               | dvouhra | Rusko | Jevgenij Kafelnikov                                                                                                  | 7–6(8–6), 6–1, 6–1                                                                                                   |
|        | MAR–SUI 2–3 | MAR–SUI 2–3 | MAR–SUI 2–3           | 22.–24. září 2002; Complexe Al Amal, Casablanca, Maroko; baráž o Světovou skupinu; antuka                            | 22.–24. září 2002; Complexe Al Amal, Casablanca, Maroko; baráž o Světovou skupinu; antuka                            | 22.–24. září 2002; Complexe Al Amal, Casablanca, Maroko; baráž o Světovou skupinu; antuka                            | 22.–24. září 2002; Complexe Al Amal, Casablanca, Maroko; baráž o Světovou skupinu; antuka                            |
| Výhra  | 19.         | II.         | dvouhra               | dvouhra | Maroko | Hišám Arází | 6–3, 6–2, 6–1 |
| Výhra  | 20.         | III.        | čtyřhra               | George Bastl | Maroko | Karim Alámí / Júnis Al Ajnáví                                                                                        | 6–4, 6–1, 6–4 |
| Výhra  | 21.         | IV.         | dvouhra               | dvouhra | Maroko | Júnis Al Ajnáví | 6–3, 6–2, 6–1 |
|        | NED–SUI 2–3 | NED–SUI 2–3 | NED–SUI 2–3           | 7.–9. února 2003; Gelredome, Arnhem, Nizozemsko; 1. kolo Světové skupiny; koberec (hala)                             | 7.–9. února 2003; Gelredome, Arnhem, Nizozemsko; 1. kolo Světové skupiny; koberec (hala)                             | 7.–9. února 2003; Gelredome, Arnhem, Nizozemsko; 1. kolo Světové skupiny; koberec (hala)                             | 7.–9. února 2003; Gelredome, Arnhem, Nizozemsko; 1. kolo Světové skupiny; koberec (hala)                             |
| Výhra  | 22.         | II.         | dvouhra               | dvouhra | Nizozemsko | Raemon Sluiter | 6–2, 6–1, 6–3 |
| Výhra  | 23.         | III.        | čtyřhra               | George Bastl | Nizozemsko | Paul Haarhuis / Martin Verkerk                                                                                       | 6–3, 3–6, 4–6, 5–7                                                                                                   |
| Výhra  | 24.         | IV.         | dvouhr                | dvouhr | Nizozemsko | Sjeng Schalken | 7–6(7–2), 6–4, 7–5                                                                                                   |
|        | FRA–SUI 2–3 | FRA–SUI 2–3 | FRA–SUI 2–3           | 4.–6. dubna 2003; Zenith Stadium, Toulouse, Francie; čtvrtfinále Světové skupiny; tvrdý (hala)                       | 4.–6. dubna 2003; Zenith Stadium, Toulouse, Francie; čtvrtfinále Světové skupiny; tvrdý (hala)                       | 4.–6. dubna 2003; Zenith Stadium, Toulouse, Francie; čtvrtfinále Světové skupiny; tvrdý (hala)                       | 4.–6. dubna 2003; Zenith Stadium, Toulouse, Francie; čtvrtfinále Světové skupiny; tvrdý (hala)                       |
| Výhra  | 25.         | II.         | dvouhra               | dvouhra | Francie | Nicolas Escudé | 6–4, 7–5, 6–2 |
| Výhra  | 26.         | III.        | čtyřhra               | Marc Rosset | Francie | Nicolas Escudé / Fabrice Santoro                                                                                     | 6–3, 6–4, 6–3 |
| Výhra  | 27.         | IV.         | dvouhra               | dvouhra | Francie | Fabrice Santoro | 6–1, 6–0, 6–2 |
|        | AUS–SUI 3–2 | AUS–SUI 3–2 | AUS–SUI 3–2           | 19.–21. září 2003; Rod Laver Arena, Melbourne, Austrálie; semifinále Světové skupiny; tvrdý                          | 19.–21. září 2003; Rod Laver Arena, Melbourne, Austrálie; semifinále Světové skupiny; tvrdý                          | 19.–21. září 2003; Rod Laver Arena, Melbourne, Austrálie; semifinále Světové skupiny; tvrdý                          | 19.–21. září 2003; Rod Laver Arena, Melbourne, Austrálie; semifinále Světové skupiny; tvrdý                          |
| Výhra  | 28.         | II.         | dvouhra               | dvouhra | Austrálie | Mark Philippoussis                                                                                                   | 6–3, 6–4, 7–6(7–3)                                                                                                   |
| Prohra | 29.         | III.        | čtyřhra               | Marc Rosset | Austrálie | Wayne Arthurs / Todd Woodbridge                                                                                      | 6–4, 6–7(5–7), 7–5, 4–6, 4–6                                                                                         |
| Prohra | 30.         | IV.         | dvouhra               | dvouhra | Austrálie | Lleyton Hewitt | 7–5, 6–2, 6–7(4–7), 5–7, 1–6                                                                                         |
|        | ROU–SUI 2–3 | ROU–SUI 2–3 | ROU–SUI 2–3           | 6.–8. února 2004; Sala Polivalenta, Bukurešť, Rumunsko; 1. kolo Světové skupiny; antuka (hala)                       | 6.–8. února 2004; Sala Polivalenta, Bukurešť, Rumunsko; 1. kolo Světové skupiny; antuka (hala)                       | 6.–8. února 2004; Sala Polivalenta, Bukurešť, Rumunsko; 1. kolo Světové skupiny; antuka (hala)                       | 6.–8. února 2004; Sala Polivalenta, Bukurešť, Rumunsko; 1. kolo Světové skupiny; antuka (hala)                       |
| Výhra  | 31.         | II.         | dvouhra               | dvouhra | Rumunsko | Victor Hănescu | 7–6(7–4), 6–3, 6–1                                                                                                   |
| Výhra  | 32.         | III.        | čtyřhra               | Yves Allegro | Rumunsko | Andrei Pavel / Gabriel Trifu                                                                                         | 6–3, 1–6, 6–3, 3–6, 10–8                                                                                             |
| Výhra  | 33.         | IV.         | dvouhra               | dvouhra | Rumunsko | Andrei Pavel | 6–3, 6–2, 7–5 |
|        | SUI-FRA 2–3 | SUI-FRA 2–3 | SUI-FRA 2–3           | 9.–11. dubna 2004; CIG de Malley, Prilly, Švýcarsko; čtvrtfinále Světové skupiny; tvrdý (hala)                       | 9.–11. dubna 2004; CIG de Malley, Prilly, Švýcarsko; čtvrtfinále Světové skupiny; tvrdý (hala)                       | 9.–11. dubna 2004; CIG de Malley, Prilly, Švýcarsko; čtvrtfinále Světové skupiny; tvrdý (hala)                       | 9.–11. dubna 2004; CIG de Malley, Prilly, Švýcarsko; čtvrtfinále Světové skupiny; tvrdý (hala)                       |
| Výhra  | 34.         | II.         | dvouhra               | dvouhra | Francie | Nicolas Escudé | 6–2, 6–4, 6–4 |
| Prohra | 35.         | III.        | čtyřhra               | Yves Allegro | Francie | Nicolas Escudé / Michaël Llodra                                                                                      | 7–6(7–4), 3–6, 6–7(5–7), 3–6                                                                                         |
| Výhra  | 36.         | IV.         | dvouhra               | dvouhra | Francie | Arnaud Clément | 6–2, 7–5, 6–4 |
|        | SUI–GBR 5–0 | SUI–GBR 5–0 | SUI–GBR 5–0           | 23.–25. září 2005; Geneva Palexpo, Ženeva, Švýcarsko; baráž o Světovou skupinu; antuka (hala)                        | 23.–25. září 2005; Geneva Palexpo, Ženeva, Švýcarsko; baráž o Světovou skupinu; antuka (hala)                        | 23.–25. září 2005; Geneva Palexpo, Ženeva, Švýcarsko; baráž o Světovou skupinu; antuka (hala)                        | 23.–25. září 2005; Geneva Palexpo, Ženeva, Švýcarsko; baráž o Světovou skupinu; antuka (hala)                        |
| Výhra  | 37.         | I.          | dvouhra               | dvouhra | Velká Británie | Alan Mackin | 6–0, 6–0, 6–2 |
| Výhra  | 38.         | III.        | čtyřhra               | Yves Allegro | Velká Británie | Andy Murray / Greg Rusedski                                                                                          | 7–5, 2–6, 7–6(7–1), 6–2                                                                                              |
|        | SUI–SCG 4–1 | SUI–SCG 4–1 | SUI–SCG 4–1           | 22.–24. září 2006; Palexpo, Ženeva, Švýcarsko; baráž o Světovou skupinu; tvrdý (hala)                                | 22.–24. září 2006; Palexpo, Ženeva, Švýcarsko; baráž o Světovou skupinu; tvrdý (hala)                                | 22.–24. září 2006; Palexpo, Ženeva, Švýcarsko; baráž o Světovou skupinu; tvrdý (hala)                                | 22.–24. září 2006; Palexpo, Ženeva, Švýcarsko; baráž o Světovou skupinu; tvrdý (hala)                                |
| Výhra  | 39.         | II.         | dvouhra               | dvouhra | Srbsko a Černá Hora                                                                                                  | Janko Tipsarević | 6–3, 6–2, 6–2 |
| Výhra  | 40.         | III.        | čtyřhra               | Yves Allegro | Srbsko a Černá Hora                                                                                                  | Ilija Bozoljac / Nenad Zimonjić                                                                                      | 7–6(7–3), 6–4, 6–4                                                                                                   |
| Výhra  | 41.         | IV.         | dvouhra               | dvouhra | Srbsko a Černá Hora                                                                                                  | Novak Djoković | 6–3, 6–2, 6–3 |
|        | CZE–SUI 3–2 | CZE–SUI 3–2 | CZE–SUI 3–2           | 21.–23. září 2007; Sazka Arena, Praha, Česko; baráž o Světovou skupinu; koberec (hala)                               | 21.–23. září 2007; Sazka Arena, Praha, Česko; baráž o Světovou skupinu; koberec (hala)                               | 21.–23. září 2007; Sazka Arena, Praha, Česko; baráž o Světovou skupinu; koberec (hala)                               | 21.–23. září 2007; Sazka Arena, Praha, Česko; baráž o Světovou skupinu; koberec (hala)                               |
| Výhra  | 42.         | II.         | dvouhra               | dvouhra | Česko | Radek Štěpánek | 6–3, 6–2, 6–7(4–7), 7–6(7–5)                                                                                         |
| Prohra | 43.         | III.        | čtyřhra               | Yves Allegro | Česko | Tomáš Berdych / Radek Štěpánek                                                                                       | 6–3, 7–5, 6–7(7–9), 4–6, 4–6                                                                                         |
| Výhra  | 44.         | IV.         | dvouhra               | dvouhra | Česko | Tomáš Berdych | 7–6(7–6), 7–6(12–10), 6–3                                                                                            |
|        | SUI–BEL 4–1 | SUI–BEL 4–1 | SUI–BEL 4–1           | 19.–21. září 2008; Centre Intercommunal de Glace Malley, Lausanne, Švýcarsko; baráž o Světovou skupinu; tvrdý (hala) | 19.–21. září 2008; Centre Intercommunal de Glace Malley, Lausanne, Švýcarsko; baráž o Světovou skupinu; tvrdý (hala) | 19.–21. září 2008; Centre Intercommunal de Glace Malley, Lausanne, Švýcarsko; baráž o Světovou skupinu; tvrdý (hala) | 19.–21. září 2008; Centre Intercommunal de Glace Malley, Lausanne, Švýcarsko; baráž o Světovou skupinu; tvrdý (hala) |
| Výhra  | 45.         | II.         | dvouhra               | dvouhra | Belgie | Kristof Vliegen | 7–6(7–4), 6–2, 6–2                                                                                                   |
| Výhra  | 46.         | I.          | čtyřhra               | Stanislas Wawrinka                                                                                                   | Belgie | Xavier Malisse / Olivier Rochus                                                                                      | 4–6, 7–6(8–6), 6–3, 6–3                                                                                              |
|        | ITA–SUI 2–3 | ITA–SUI 2–3 | ITA–SUI 2–3           | 18.–20. září 2009; Centro Sportivo „Valletta Cambiaso“, Janov, Itálie; baráž o Světovou skupinu; antuka              | 18.–20. září 2009; Centro Sportivo „Valletta Cambiaso“, Janov, Itálie; baráž o Světovou skupinu; antuka              | 18.–20. září 2009; Centro Sportivo „Valletta Cambiaso“, Janov, Itálie; baráž o Světovou skupinu; antuka              | 18.–20. září 2009; Centro Sportivo „Valletta Cambiaso“, Janov, Itálie; baráž o Světovou skupinu; antuka              |
| Výhra  | 47.         | II.         | dvouhra               | dvouhra | Itálie | Simone Bolelli | 6–3, 6–4, 6–1 |
| Výhra  | 48.         | IV.         | dvouhra               | dvouhra | Itálie | Potito Starace | 6–3, 6–0, 6–2 |
|        | SUI–POR 5–0 | SUI–POR 5–0 | SUI–POR 5–0           | 8.–10. července 2011; PostFinance-Arena, Bern, Švýcarsko; čtvrtfinále 1. skupiny euroafrické zóny; tvrdý (hala)      | 8.–10. července 2011; PostFinance-Arena, Bern, Švýcarsko; čtvrtfinále 1. skupiny euroafrické zóny; tvrdý (hala)      | 8.–10. července 2011; PostFinance-Arena, Bern, Švýcarsko; čtvrtfinále 1. skupiny euroafrické zóny; tvrdý (hala)      | 8.–10. července 2011; PostFinance-Arena, Bern, Švýcarsko; čtvrtfinále 1. skupiny euroafrické zóny; tvrdý (hala)      |
| Výhra  | 49.         | II.         | dvouhra               | dvouhra | Portugalsko | Rui Machado | 5–7, 6–4, 6–4, 6–2                                                                                                   |
| Výhra  | 50.         | III.        | čtyřhra               | Stanislas Wawrinka                                                                                                   | Portugalsko | Frederico Gil / Leonardo Tavares                                                                                     | 6–3, 6–4, 6–4 |
|        | AUS–SUI 2–3 | AUS–SUI 2–3 | AUS–SUI 2–3           | 16.–18. září 2011; Royal Sydney Golf Club, Sydney, Austrálie; baráž o Světovou skupinu; tráva                        | 16.–18. září 2011; Royal Sydney Golf Club, Sydney, Austrálie; baráž o Světovou skupinu; tráva                        | 16.–18. září 2011; Royal Sydney Golf Club, Sydney, Austrálie; baráž o Světovou skupinu; tráva                        | 16.–18. září 2011; Royal Sydney Golf Club, Sydney, Austrálie; baráž o Světovou skupinu; tráva                        |
| Výhra  | 51.         | II.         | dvouhra               | dvouhra | Austrálie | Lleyton Hewitt | 5–7, 7–6(7–5), 6–2, 6–3                                                                                              |
| Prohra | 52.         | III.        | čtyřhra               | Stanislas Wawrinka                                                                                                   | Austrálie | Chris Guccione / Lleyton Hewitt                                                                                      | 6–2, 4–6, 2–6, 6–7(5–7)                                                                                              |
| Výhra  | 53.         | IV.         | dvouhra               | dvouhra | Austrálie | Bernard Tomic | 6–2, 7–5, 3–6, 6–3                                                                                                   |
|        | SUI–USA 0–5 | SUI–USA 0–5 | SUI–USA 0–5           | 10.–12. února 2012; Forum Fribourg, Fribourg, Švýcarsko; 1. kolo Světové skupiny; antuka (hala)                      | 10.–12. února 2012; Forum Fribourg, Fribourg, Švýcarsko; 1. kolo Světové skupiny; antuka (hala)                      | 10.–12. února 2012; Forum Fribourg, Fribourg, Švýcarsko; 1. kolo Světové skupiny; antuka (hala)                      | 10.–12. února 2012; Forum Fribourg, Fribourg, Švýcarsko; 1. kolo Světové skupiny; antuka (hala)                      |
| Prohra | 54.         | II.         | dvouhra               | dvouhra | Spojené státy | John Isner | 6–4, 3–6, 6–7(4–7), 2–6                                                                                              |
| Prohra | 55.         | III.        | čtyřhra               | Stanislas Wawrinka                                                                                                   | Spojené státy | Mike Bryan / Mardy Fish                                                                                              | 6–4, 3–6, 3–6, 3–6                                                                                                   |
|        | NED–SUI 2–3 | NED–SUI 2–3 | NED–SUI 2–3           | 14.–16. září 2012; Westergasfabriek, Amsterdam, Nizozemsko; baráž o Světovou skupinu; antuka                         | 14.–16. září 2012; Westergasfabriek, Amsterdam, Nizozemsko; baráž o Světovou skupinu; antuka                         | 14.–16. září 2012; Westergasfabriek, Amsterdam, Nizozemsko; baráž o Světovou skupinu; antuka                         | 14.–16. září 2012; Westergasfabriek, Amsterdam, Nizozemsko; baráž o Světovou skupinu; antuka                         |
| Výhra  | 56.         | I.          | dvouhra               | dvouhra | Nizozemsko | Thiemo de Bakker | 6–3, 6–4, 6–4 |
| Prohra | 57.         | III.        | čtyřhra               | Stanislas Wawrinka                                                                                                   | Nizozemsko | Robin Haase / Jean-Julien Rojer                                                                                      | 4–6, 2–6, 7–5, 3–6                                                                                                   |
| Výhra  | 58.         | IV.         | dvouhra               | dvouhra | Nizozemsko | Robin Haase | 6–1, 6–4, 6–4 |
|        | SRB–SUI 2–3 | SRB–SUI 2–3 | SRB–SUI 2–3           | 31. ledna – 2. února 2014; Spens Sport Centre, Novi Sad, Srbsko; 1. kolo Světové skupiny; tvrdý (hala)               | 31. ledna – 2. února 2014; Spens Sport Centre, Novi Sad, Srbsko; 1. kolo Světové skupiny; tvrdý (hala)               | 31. ledna – 2. února 2014; Spens Sport Centre, Novi Sad, Srbsko; 1. kolo Světové skupiny; tvrdý (hala)               | 31. ledna – 2. února 2014; Spens Sport Centre, Novi Sad, Srbsko; 1. kolo Světové skupiny; tvrdý (hala)               |
| Výhra  | 59.         | I.          | dvouhra               | dvouhra | Srbsko | Ilija Bozoljac | 6–4, 7–5, 6–2 |
|        | SUI–KAZ 3–2 | SUI–KAZ 3–2 | SUI–KAZ 3–2           | 4.–6. dubna 2014; Palexpo, Ženeva, Švýcarsko; čtvrtfinále Světové skupiny; tvrdý (hala)                              | 4.–6. dubna 2014; Palexpo, Ženeva, Švýcarsko; čtvrtfinále Světové skupiny; tvrdý (hala)                              | 4.–6. dubna 2014; Palexpo, Ženeva, Švýcarsko; čtvrtfinále Světové skupiny; tvrdý (hala)                              | 4.–6. dubna 2014; Palexpo, Ženeva, Švýcarsko; čtvrtfinále Světové skupiny; tvrdý (hala)                              |
| Výhra  | 60.         | II.         | dvouhra               | dvouhra | Kazachstán | Michail Kukuškin | 6–4, 6–4, 6–2 |
| Prohra | 61.         | III.        | čtyřhra               | Stanislas Wawrinka                                                                                                   | Kazachstán | Andrej Golubjev / Oleksandr Nedověsov                                                                                | 4–6, 6–7(5–7), 6–4, 6–7(6–8)                                                                                         |
| Výhra  | 62.         | V.          | dvouhra (rozhodující) | dvouhra (rozhodující)                                                                                                | Kazachstán | Andrej Golubjev | 7–6(7–0), 6–2, 6–3                                                                                                   |
|        | SUI–ITA 3–2 | SUI–ITA 3–2 | SUI–ITA 3–2           | 12.–14. září 2014; Palexpo, Ženeva, Švýcarsko; semifinále Světové skupiny, tvrdý (hala)                              | 12.–14. září 2014; Palexpo, Ženeva, Švýcarsko; semifinále Světové skupiny, tvrdý (hala)                              | 12.–14. září 2014; Palexpo, Ženeva, Švýcarsko; semifinále Světové skupiny, tvrdý (hala)                              | 12.–14. září 2014; Palexpo, Ženeva, Švýcarsko; semifinále Světové skupiny, tvrdý (hala)                              |
| Výhra  | 63.         | I.          | dvouhra               | dvouhra | Itálie | Simone Bolelli | 7–6(7–5), 6–4, 6–4                                                                                                   |
| Výhra  | 64.         | IV.         | dvouhra               | dvouhra | Itálie | Fabio Fognini | 6–2, 6–3, 7–6(7–4)                                                                                                   |
|        | FRA–SUI 1–3 | FRA–SUI 1–3 | FRA–SUI 1–3           | 21.–23. listopadu 2014; Stade Pierre-Mauroy, Francie; finále Světové skupiny, antuka (hala)                          | 21.–23. listopadu 2014; Stade Pierre-Mauroy, Francie; finále Světové skupiny, antuka (hala)                          | 21.–23. listopadu 2014; Stade Pierre-Mauroy, Francie; finále Světové skupiny, antuka (hala)                          | 21.–23. listopadu 2014; Stade Pierre-Mauroy, Francie; finále Světové skupiny, antuka (hala)                          |
| Prohra | 65.         | II.         | dvouhra               | dvouhra | Francie | Gaël Monfils | 1–6, 4–6, 3–6 |
| Výhra  | 66.         | III.        | čtyřhra               | Stan Wawrinka | Francie | Julien Benneteau / Richard Gasquet                                                                                   | 6–3, 7–5, 6–4 |
| Výhra  | 67.         | IV.         | dvouhra               | dvouhra | Francie | Richard Gasquet | 6–4, 6–2, 6–2 |
|        | SUI–NED 4–1 | SUI–NED 4–1 | SUI–NED 4–1           | 18.–20. září 2015; Palexpo, Ženeva, Švýcarsko; baráž o Světovou skupinu, tvrdý (hala)                                | 18.–20. září 2015; Palexpo, Ženeva, Švýcarsko; baráž o Světovou skupinu, tvrdý (hala)                                | 18.–20. září 2015; Palexpo, Ženeva, Švýcarsko; baráž o Světovou skupinu, tvrdý (hala)                                | 18.–20. září 2015; Palexpo, Ženeva, Švýcarsko; baráž o Světovou skupinu, tvrdý (hala)                                |
| Výhra  | 68.         | II.         | dvouhra               | dvouhra | Nizozemsko | Jesse Huta Galung | 6–3, 6–4, 6–3 |
| Prohra | 69.         | III.        | čtyřhra               | Marco Chiudinelli | Nizozemsko | Matwé Middelkoop / Thiemo de Bakker                                                                                  | 6–7(7–9), 6–4, 6–4, 4–6, 1–6                                                                                         |
| Výhra  | 70.         | IV.         | dvouhra               | dvouhra | Nizozemsko | Thiemo de Bakker | 6–3, 6–2, 6–4 |

## Letní olympijské hry

### Mužská dvouhra: 18 (13 výher, 5 proher)

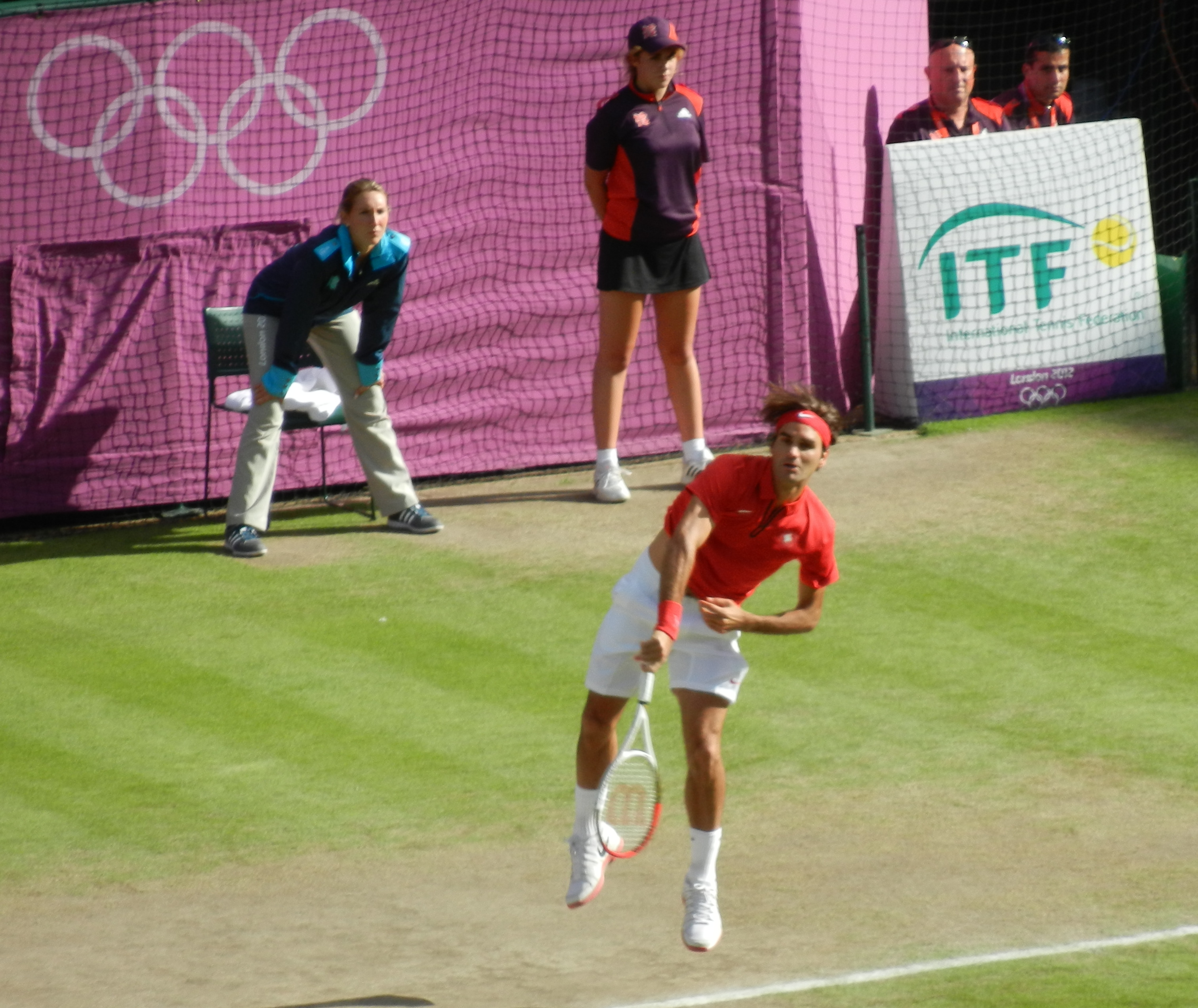
Podání ve čtvrtfinále dvouhry londýnského olympijského turnaje 2012 proti Johnu Isnerovi, hraném na centrálním dvorci

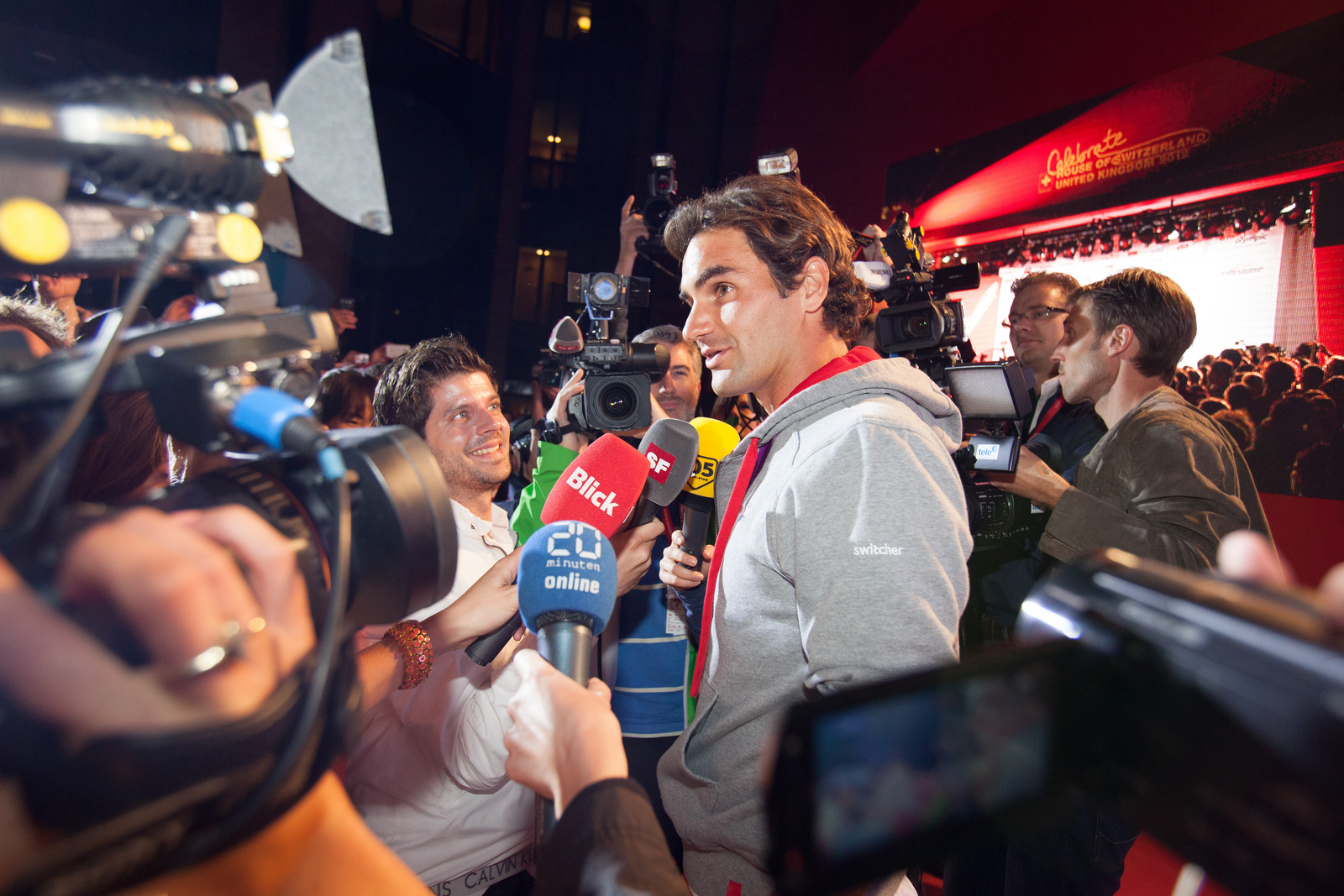
V rozhovoru s médii po zisku stříbrné medaile, švýcarský dům, Letní olympijské hry 2012

| Stav                                                                                | č.  | soupeř                      | fáze           | výsledek                |
| ----------------------------------------------------------------------------------- | --- | --------------------------- | -------------- | ----------------------- |
| Hry XXVII. olympiády 19.–28. září 2000, NSW Tennis Centre, Sydney, Rebound Ace      |     |                             |                |                         |
| Výhra                                                                               | 1.  | David Prinosil (GER)        | 1. kolo        | 6–2, 6–2                |
| Výhra                                                                               | 2.  | Karol Kučera (SVK)          | 2. kolo        | 6–4, 6–3                |
| Výhra                                                                               | 3.  | Mikael Tillström (SWE)      | 3. kolo        | 6–1, 6–2                |
| Výhra                                                                               | 4.  | Karim Alámí (MAR)           | čtvrtfinále    | 7–6(7–2), 6–1           |
| Prohra                                                                              | 1.  | Tommy Haas (GER)            | semifinále     | 3–6, 2–6                |
| 4. místo                                                                            | 2.  | Arnaud Di Pasquale (FRA)    | utkání o bronz | 6–7(5–7), 7–6(9–7), 3–6 |
| Hry XXVIII. olympiády 15.–22. srpna 2004, Olympijské centrum, Athény, DecoTurf      |     |                             |                |                         |
| Výhra                                                                               | 5.  | Nikolaj Davyděnko (RUS)     | 1. kolo        | 6–3, 5–7, 6–1           |
| Prohra                                                                              | 3.  | Tomáš Berdych (CZE)         | 2. kolo        | 6–4, 5–7, 5–7           |
| Hry XXIX. olympiády 10.–17. srpna 2008, Zelené olympijské centrum, Peking, DecoTurf |     |                             |                |                         |
| Výhra                                                                               | 6.  | Dmitrij Tursunov (RUS)      | 1. kolo        | 6–4, 6–2                |
| Výhra                                                                               | 7.  | Rafael Arévalo (ESA)        | 2. kolo        | 6–2, 6–4                |
| Výhra                                                                               | 8.  | Tomáš Berdych (CZE)         | 3. kolo        | 6–3, 7–6(7–4)           |
| Prohra                                                                              | 4.  | James Blake (USA)           | čtvrtfinále    | 4–6, 6–7(2–7)           |
| Hry XXX. olympiády 28. července – 5. srpna 2012, All England Club, Londýn, tráva    |     |                             |                |                         |
| Výhra                                                                               | 9.  | Alejandro Falla (COL)       | 1. kolo        | 6–3, 5–7, 6–3           |
| Výhra                                                                               | 10. | Julien Benneteau (FRA)      | 2. kolo        | 6–2, 6–2                |
| Výhra                                                                               | 11. | Denis Istomin (UZB)         | 3. kolo        | 7–5, 6–3                |
| Výhra                                                                               | 12. | John Isner (USA)            | čtvrtfinále    | 6–4, 7–6(7–5)           |
| Výhra                                                                               | 13. | Juan Martín del Potro (ARG) | semifinále     | 3–6, 7–6(7–5), 19–17    |
| Stříbro                                                                             | 5.  | Andy Murray (GBR)           | utkání o zlato | 2–6, 1–6, 4–6           |

### Mužská čtyřhra: 9 (7 výher, 2 prohry)
| Stav                                                                                | č. | spoluhráč                | soupeři                                            | fáze           | výsledek                |
| ----------------------------------------------------------------------------------- | -- | ------------------------ | -------------------------------------------------- | -------------- | ----------------------- |
| Hry XXVIII. olympiády 15.–22. srpna 2004, Olympijské centrum, Athény, DecoTurf      |    |                          |                                                    |                |                         |
| Výhra                                                                               | 1. | Yves Allegro (SUI)       | Mariusz Fyrstenberg (POL) · Marcin Matkowski (POL) | 1. kolo        | 6–3, 6–2                |
| Prohra                                                                              | 1. | Yves Allegro (SUI)       | Mahesh Bhupathi (IND) · Leander Paes (IND)         | 2. kolo        | 2–6, 6–7(7–9)           |
| Hry XXIX. olympiády 10.–17. srpna 2008, Zelené olympijské centrum, Peking, DecoTurf |    |                          |                                                    |                |                         |
| Výhra                                                                               | 2. | Stanislas Wawrinka (SUI) | Simone Bolelli (ITA) · Andreas Seppi (ITA)         | 1. kolo        | 7–5, 6–1                |
| Výhra                                                                               | 3. | Stanislas Wawrinka (SUI) | Dmitrij Tursunov (RUS) · Michail Južnyj (RUS)      | 2. kolo        | 6–4, 6–3                |
| Výhra                                                                               | 4. | Stanislas Wawrinka (SUI) | Mahesh Bhupathi (IND) · Leander Paes (IND)         | čtvrtfinále    | 6–2, 6–4                |
| Výhra                                                                               | 5. | Stanislas Wawrinka (SUI) | Bob Bryan (USA) · Mike Bryan (USA)                 | semifinále     | 7–6(8–6), 6–4           |
| Zlato                                                                               | 6. | Stanislas Wawrinka (SUI) | Simon Aspelin (SWE) · Thomas Johansson (SWE)       | utkání o zlato | 6–3, 6–4, 6–7(4–7), 6–3 |
| Hry XXX. olympiády 28. července – 5. srpna 2012, All England Club, Londýn, tráva    |    |                          |                                                    |                |                         |
| Výhra                                                                               | 7. | Stanislas Wawrinka (SUI) | Kei Nišikori (JPN) · Go Soeda (JPN)                | 1. kolo        | 6–7(5–7), 6–4, 6–4      |
| Prohra                                                                              | 2. | Stanislas Wawrinka (SUI) | Jonatan Erlich (ISR) · Andy Ram (ISR)              | 2. kolo        | 6–1, 6–7(5–7), 3–6      |

## Hopman Cup

### Přehled
| Statistiky |        |         |     |
|            | celkem | dvouhra | mix |
| výhry      | 20     | 10      | 10  |
| prohry     | 8      | 4       | 4   |

### Utkání
| Stav | č.  | utkání | typ     | spoluhráčka           | tým soupeře    | soupeř/i                                   | výsledek                              |
| --- | --- | ------ | ------- | --------------------- | -------------- | ------------------------------------------ | ------------------------------------- |
| XIII. ročník Hopmanova poháru 30. prosince 2000 – 6. ledna 2001, Burswood Dome (tvrdý, hala), Perth, Austrálie Švýcarsko turnaj vyhrálo.                |     |        |         |                       |                |                                            |                                       |
| SUI–THA 3–0, základní skupina, 31. prosince 2000 |     |        |         |                       |                |                                            |                                       |
| Výhra | 1.  | II.    | dvouhra | dvouhra               | Thajsko        | Paradorn Srichaphan                        | 6–4, 6–2                              |
| Výhra | 2.  | III.   | mix     | Martina Hingisová     | Thajsko        | Tamarine Tanasugarnová Paradorn Srichaphan | 6–0, 6–1                              |
| SUI–AUS 3–0, základní skupina, 3. ledna 2001 |     |        |         |                       |                |                                            |                                       |
| Výhra | 3.  | II.    | dvouhra | dvouhra               | Austrálie      | Richard Fromberg                           | 6–3, 6–2                              |
| Výhra | 4.  | III.   | mix     | Martina Hingisová     | Austrálie      | Nicole Prattová Richard Fromberg           | 6–1, 6–3                              |
| SUI–JAR 2–1, základní skupina, 5. ledna 2001 |     |        |         |                       |                |                                            |                                       |
| Prohra | 1.  | II.    | dvouhra | dvouhra               | Jižní Afrika   | Wayne Ferreira                             | 3–6, 6–3, 3–6                         |
| Výhra | 5.  | III.   | mix     | Martina Hingisová     | Jižní Afrika   | Amanda Coetzerová Wayne Ferreira           | 6–2, 6–3                              |
| SUI–USA 2–1, finále, 6. ledna 2001 |     |        |         |                       |                |                                            |                                       |
| Výhra | 6.  | II.    | dvouhra | dvouhra               | Spojené státy  | Jan-Michael Gambill                        | 6–4, 6–3                              |
| Prohra | 2.  | III.   | mix     | Martina Hingisová     | Spojené státy  | Monika Selešová Jan-Michael Gambill        | 6–2, 4–6, 6–7                         |
| XIV. ročník Hopmanova poháru 29. prosince 2001 – 5. ledna 2002, Burswood Dome (tvrdý, hala), Perth, Austrálie Švýcarsko obsadilo 3. místo ve skupině A. |     |        |         |                       |                |                                            |                                       |
| SUI–AUS 0–3, základní skupina, 30. prosince 2001 |     |        |         |                       |                |                                            |                                       |
| Prohra | 3.  | II.    | dvouhra | dvouhra               | Austrálie      | Lleyton Hewitt                             | 3–6, 6–0, 4–6                         |
| Prohra | 4.  | III.   | mix     | Miroslava Vavrinecová | Austrálie      | Alicia Moliková Lleyton Hewitt             | 6–2, 4–6, 6–7                         |
| SUI–ESP 0–3, základní skupina, 1. ledna 2002 |     |        |         |                       |                |                                            |                                       |
| Prohra | 5.  | II.    | dvouhra | dvouhra               | Španělsko      | Tommy Robredo                              | 6–7, 4–6                              |
| Prohra | 6.  | III.   | mix     | Miroslava Vavrinecová | Španělsko      | Arantxa Sánchezová Vicariová Tommy Robredo | 2–6, 3–6                              |
| SUI–ARG 2–1, základní skupina, 3. ledna 2002 |     |        |         |                       |                |                                            |                                       |
| Výhra | 7.  | II.    | dvouhra | dvouhra               | Argentina      | Mariano Zabaleta                           | 6–2, 6–3                              |
| Výhra | 8.  | III.   | mix     | Miroslava Vavrinecová | Argentina      | Paola Suárezová Mariano Zabaleta           | 6–3, 6–7, 7–6                         |
| XXIX. ročník Hopmanova poháru 1.–7. ledna 2017, Perth Arena (tvrdý), Perth, Austrálie Švýcarsko obsadilo 2. místo ve skupině A.                         |     |        |         |                       |                |                                            |                                       |
| SUI–GBR 3–0, základní skupina, 2. ledna 2017 |     |        |         |                       |                |                                            |                                       |
| Výhra | 9.  | I.     | dvouhra | dvouhra               | Velká Británie | Daniel Evans                               | 6–3, 6–4                              |
| Výhra | 10. | III.   | mix     | Belinda Bencicová     | Velká Británie | Heather Watsonová Daniel Evans             | 4–0, 4–1 (Fast4 tenis)                |
| SUI–GER 2–1, základní skupina, 4. ledna 2017 |     |        |         |                       |                |                                            |                                       |
| Prohra | 7.  | II.    | dvouhra | dvouhra               | Německo        | Alexander Zverev                           | 6–7(1–7), 7–6(7–4), 6–7(4–7)          |
| Výhra | 11. | III.   | mix     | Belinda Bencicová     | Německo        | Andrea Petkovicová Alexander Zverev        | 4–1, 4–2 (Fast4 tenis)                |
| SUI–FRA 1–2, základní skupina, 6. ledna 2017 |     |        |         |                       |                |                                            |                                       |
| Výhra | 12. | I.     | dvouhra | dvouhra               | Francie        | Richard Gasquet                            | 6–1, 6–4                              |
| Prohra | 8.  | III.   | mix     | Belinda Bencicová     | Francie        | Kristina Mladenovicová Richard Gasquet     | 2–4, 2–4 (Fast4 tenis)                |
| XXX. ročník Hopmanova poháru 30. prosince 2017 – 6. ledna 2018, Perth Arena (tvrdý), Perth, Austrálie Švýcarsko turnaj vyhrálo.                         |     |        |         |                       |                |                                            |                                       |
| SUI–JPN 3–0, základní skupina, 30. prosince 2017 |     |        |         |                       |                |                                            |                                       |
| Výhra | 13. | II.    | dvouhra | dvouhra               | Japonsko       | Júiči Sugita                               | 6–4, 6–3                              |
| Výhra | 14. | III.   | mix     | Belinda Bencicová     | Japonsko       | Naomi Ósakaová Júiči Sugita                | 2–4, 4–0, 4–3(5–1) (Fast4 tenis)      |
| SUI–RUS 3–0, základní skupina, 2. ledna 2018 |     |        |         |                       |                |                                            |                                       |
| Výhra | 15. | I.     | dvouhra | dvouhra               | Rusko          | Karen Chačanov                             | 6–3, 7–6(10–8)                        |
| Výhra | 16. | III.   | mix     | Belinda Bencicová     | Rusko          | Anastasija Pavljučenkovová Karen Chačanov  | 4–3(5–1), 3–4(3–5), 4–1 (Fast4 tenis) |
| SUI–USA 3–0, základní skupina, 4. ledna 2018 |     |        |         |                       |                |                                            |                                       |
| Výhra | 17. | I.     | dvouhra | dvouhra               | Spojené státy  | Jack Sock                                  | 7–6(7–5), 7–5                         |
| Výhra | 18. | III.   | mix     | Belinda Bencicová     | Spojené státy  | Coco Vandewegheová Jack Sock               | 4–3(5–3), 4–2 (Fast4 tenis)           |
| SUI–GER 2–1, finále, 6. ledna 2018 |     |        |         |                       |                |                                            |                                       |
| Výhra | 19. | I.     | dvouhra | dvouhra               | Německo        | Alexander Zverev                           | 6–7(4–7), 6–0, 6–2                    |
| Výhra | 20. | III.   | mix     | Belinda Bencicová     | Německo        | Angelique Kerberová Alexander Zverev       | 4–3(5–3), 4–2 (Fast4 tenis)           |

### Čtyřhra: 3 (2 výhry, 1 prohra)
| Stav | č. | spoluhráč | soupeři                          | fáze    | výsledek |
| --- | -- | --------- | -------------------------------- | ------- | -------- |
| European Closed Junior Championships Mistrovství Evropy juniorů, kat. do 18 let 20. – 26. července 1998, kategorie B1, antuka Tennis Club Klosters, Švýcarsko |    |           |                                  |         |          |
| Výhra | 1. | Džun Kato | Richard Brooks Mark Hilton       | 1. kolo | 6–3, 6–4 |
| Výhra | 2. | Džun Kato | Ilia Kušev Dimo Tolev            | 2. kolo | 6–4, 6–4 |
| Prohra | 1. | Džun Kato | František Babej Miloslav Grolmus | 3. kolo | 5–7, 4–6 |